# Svenska Filminstitutets filmskola
Svenska Filminstitutets filmskola var det tidigare namnet på den statliga svenska yrkesutbildningen inom filmproduktion och startade 1963 som en del av Svenska Filminstitutet i Filmhuset i Stockholm. 1970 bytte den namn till Dramatiska Institutet, som i sin tur i januari 2011 slogs ihop med Teaterhögskolan i Stockholm med det nya gemensamma namnet Stockholms dramatiska högskola.